# Gajary
Gajary (allemand : Gayring ) est un village de Slovaquie situé dans la région de Bratislava.

## Histoire
Première mention écrite du village en 1373.

## Démographie

### Évolution de la population
| Année:               | 1994. | 2004.    | 2014.   | 2024.   |
| -------------------- | ----- | -------- | ------- | ------- |
| Nombre de personnes: | 2537  | 2792     | 2936    | 3215    |
| Différence:          |       | +10,05 % | +5,15 % | +9,50 % |

| Année:               | 2023. | 2024.   |
| -------------------- | ----- | ------- |
| Nombre de personnes: | 3201  | 3215    |
| Différence:          |       | +0,43 % |

## Politique
| Nom            | Parti politique      | date de l'élection | Fin du mandat |
| -------------- | -------------------- | ------------------ | ------------- |
| Peter Tydlitát | Candidat indépendant | 02.12.2006         | Déc. 2010     |